# Governo della Svezia
Il Governo del Regno di Svezia (in svedese: Konungariket Sveriges regering) è l'organo titolare del potere esecutivo in Svezia, composto dal Primo ministro (in svedese: statsminister) e dai ministri (in svedese: statsråd o più raramente minister). Il nome abbreviato Regeringen ("governo") è usato sia nella costituzione della Svezia che nel vernacolare, mentre la forma lunga è usata solo nei trattati internazionali.

## Storia
Gli attuali governi sono formati secondo le leggi stabilite nello strumento di governo del 1974, ma la sua storia risale al Medioevo, quando nel XII secolo fu formato il Riksråd, il consiglio della corona. Ha funzionato in questa veste fino al 1789, quando il re Gustavo III lo fece abolire quando il Riksdag approvò la Legge sull'unione e la sicurezza. Il vecchio consiglio aveva solo membri dell'aristocrazia. Gustavo III istituì invece il Rikets allmänna ärendens beredning che ha funzionato come governo fino al 1809 quando è stato introdotto un nuovo strumento di governo, creando così l'attuale predecessore del governo, il Consiglio di Stato che ha operato come governo della Svezia fino al 31 dicembre 1974.
Nella storia della Svezia, dall'introduzione del suffragio universale (1921), i governi di minoranza hanno condotto gli affari di stato con poche eccezioni, o con il sostegno parlamentare di altri partiti o - meno spesso - cercando di cambiare le maggioranze.
Nel XX secolo, il Partito Socialdemocratico dei Lavoratori (SAP, in gergo giornalistico "S") ha dominato il panorama politico. Nel 1920 è arrivato al governo per la prima volta sotto Karl Hjalmar Branting. I socialdemocratici hanno poi fornito il capo del governo per un lungo periodo, vale a dire dal 1932 al 1976, dal 1982 al 1991 e dal 1994 al 2006, nonché dal 2014. I primi ministri socialdemocratici di lunga data sono stati Per Albin Hansson dal 1936 al 1946, Tage Erlander dal 1946 al 1969 e Olof Palme (1969 - 1976 / 1982 - 1986).

## Posizione costituzionale
Il Primo ministro è nominato dal Riksdag su proposta del Presidente del Riksdag (in svedese: Talman). Le regole svedesi per la formazione di un governo sono relativamente dettagliate e formalizzate. Allo stesso tempo, facilitano la formazione di governi di minoranza, poiché non è necessaria la maggioranza assoluta al Riksdag. Il Primo ministro è eletto a meno che la maggioranza assoluta dei membri legali del Riksdag (cioè almeno 175 dei 349 parlamentari) non votino contro di lui. Una maggioranza relativa contraria al candidato non può impedirgli di assumere la carica. Questo caso si è verificato l'ultima volta quando il governo si è riformato nel 2021 a seguito di una mozione di sfiducia, votata da 181 dei 349 parlamentari del Riksdag, che ha fatto cadere il precedente governo: la successiva fiducia al nuovo governo è stata approvata con un sottile margine di 176 parlamentari “favorevoli” (di cui effettivamente solo 116 a favore e 60 astenuti) e 173 parlamentari contrari. In caso normale, tuttavia, è un governo di minoranza con una maggioranza relativa.
Il Primo ministro nomina i ministri del suo governo e li annuncia al Riksdag. La durata del mandato del governo non è collegata alla legislatura del Riksdag. Dal 2011, però, il primo ministro, se non si dimette, deve affrontare un voto di fiducia entro due settimane dalla prima riunione del Riksdag. Viene escluso se la maggioranza dei membri vota contro di lui.
Il Riksdag può rimuovere singoli ministri o il primo ministro (e con lui l'intero governo) mediante voto di sfiducia. Se l'intero governo viene estromesso da un voto di sfiducia, il primo ministro può indire nuove elezioni entro una settimana. In questo caso, il governo rimane in carica come governo d'affari correnti fino alla formazione di un governo successore.

## Governo attuale
L'attuale esecutivo, entrato in carica il 18 ottobre 2022 e presieduto da Ulf Kristersson, é un governo di coalizione che include esponenti del Partito Moderato (M), dei Democratici Cristiani (KD) e dei Liberali (L), con l'appoggio esterno dei Democratici Svedesi.